# Писаржовицова, Мария
Мария Писаржовицова (чеш. Marie Písařovicová, также Пизаровиц, нем. Maria Julia Anna Pisarowitz, в замужестве Валента, чеш. Valenta; 21 ноября 1841, Прага — 17 января 1910, Вена) — чешская оперная певица (сопрано). Дочь кларнетиста и профессора консерватории Юлиуса Писаржовича.
Солистка Временного театра в Праге в 1860-е гг., первая исполнительница ряда партий в чешских операх своего времени: Гата, мать Вашека в «Проданной невесте» и Дечана в «Бранденбуржцах в Чехии» Бедржиха Сметаны (обе 1866), первая монахиня в «Тамплиерах в Моравии» Карела Шебора (1865), принцесса Изаура в «Лоре» Франтишека Скугерского (1868, премьера чешской версии). В силу широты диапазона пела как партии лёгкого сопрано (например, Церлину в «Дон Жуане»), так и более близкие к меццо-сопрано.